# フィディレ

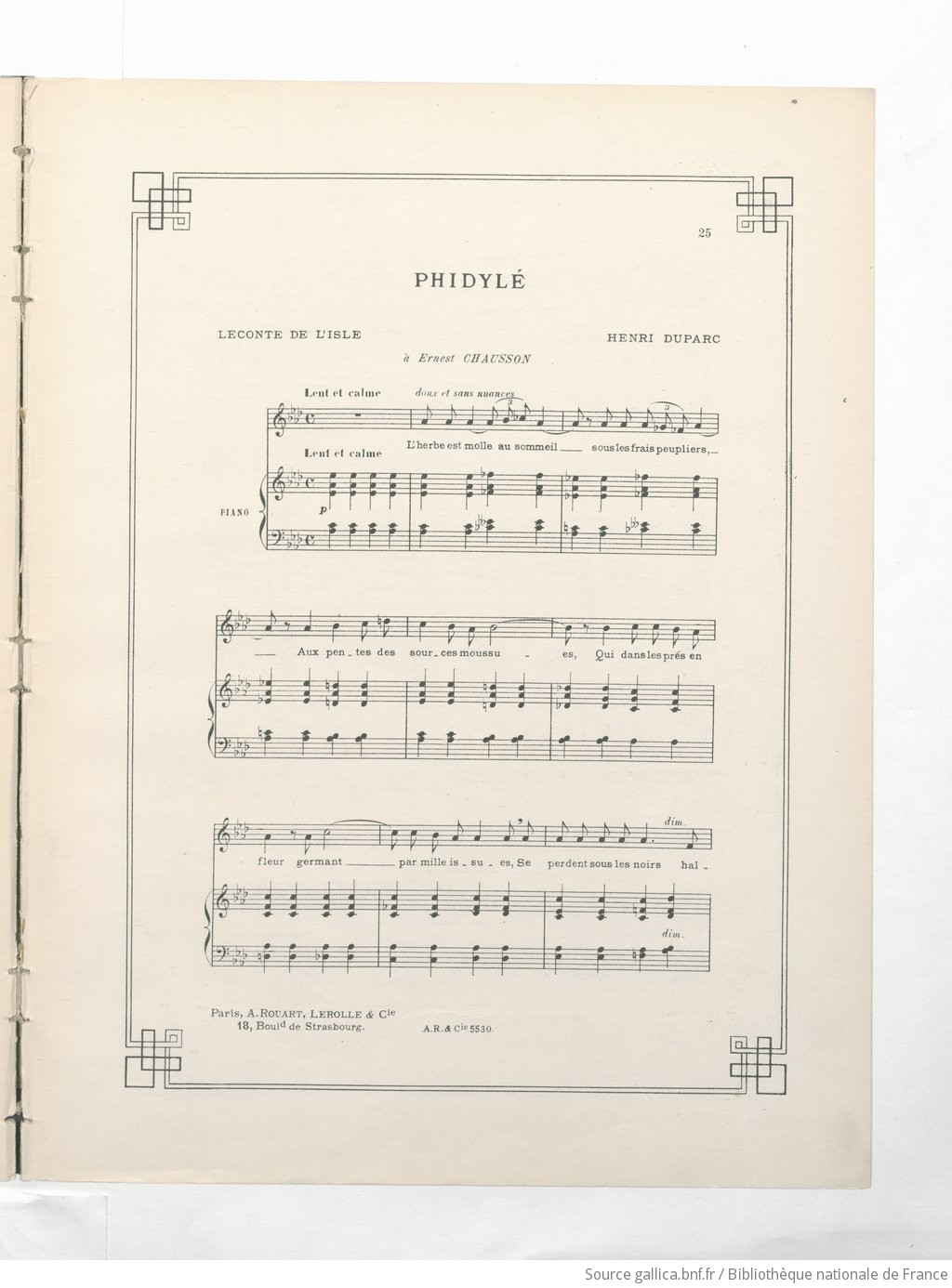
楽譜の1ページ目

『フィディレ』（フランス語: Phidylé、副題フランス語: L’herbe est molle au sommeil）、アンリ・デュパルクが1882年に作曲した歌曲（変イ長調）で、高踏派の詩人ルコント・ド・リールの同名の詩に作曲された。

## 概要

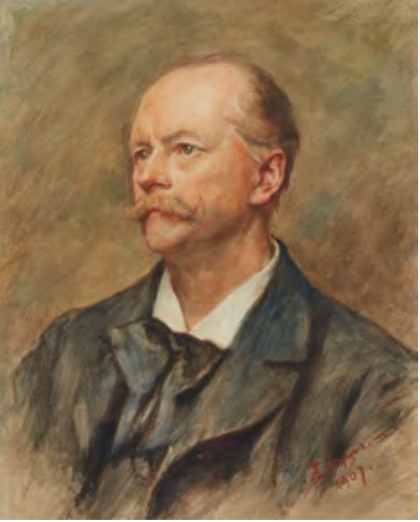
デュパルク

本作は友人のエルネスト・ショーソンに捧げられており、1894年に出版された。1909年に作曲者自身により管弦楽伴奏版の最終版が作曲された。
本作はやはりルコント・ド・リールの詩に付曲したガブリエル・フォーレの1870年の歌曲『リディア』を手本としている。
真崎隆治は「本作は詩と歌とピアノが相和して描きあげた素晴らしい絵画である。恋人のフィディレを歌いながら、原詩にあるのは彼女を取り巻く風景ばかり。それでいて木陰にまどろむフィディレの実在感は、その息遣いまでもが伝わってくる。デュパルクは、まるで光の画家のように半音階的転調の微妙なニュアンスをはじめ、ほとんど絶え間なく揺らぎ行く転調の綾なす色合いにより、フィディレの面影とその世界を描き出してゆく」と評している。
スティーヴンスによれば「本作は壮大な曲で、ピアノ伴奏よりオーケストラ伴奏の方が満足のゆくものである。特に凄まじいクライマックスで、ピアノでは出せない何かを必要としており、特に終わり近くではそのことが言え、この曲の構成はピアノ的にはなっていない」。
『ラルース世界音楽事典』によれば「本作と彼の最後の『前世』（1884年）では、詩に朗唱法における決定的で独自な表現法を確立し、テクストの思想と意味を音楽的に翻訳することが可能であることを示している。ピアノの伴奏はしばしば大変大きく、常によく練られたフレーズの内に形づけられており、演奏は非常に難しい」。

## 楽曲
曲はまず、四分音符の和音進行にのって、〈優しくニュアンスをつけずに〉歌い出される。最初の「憩え、フィディレよ！」（Repose, ô Phidylé）のところの転調の美しさはピアノの雰囲気の絶妙な変化に負っている。そして、ピアノにはフィディレに寄せる想いをそのままに映したようなほのぼのとした美しい旋律が現れる。しばらくの盛り上がりののち、２回目のフィディレへの呼びかけが3度繰り返されると、ピアノは32分音符の早い動きとなり、眠る彼女を見守るうちに高まってきた激情をほとばしらせるような歌となり、それがフォルテで終わると後奏はその余韻を長く引きながら次第に静まって行く。

## 管弦楽伴奏版の楽器編成
- 木管楽器：フルート2、オーボエ2、クラリネット2、バスーン2
- 金管楽器：トロンボーン3、ホルン4
- ティンパニ
- 弦5部

## 歌詞
L’herbe est molle au sommeil sous les frais peupliers.

Aux pentes des sources moussues

Qui, dans les prés en fleur germant par mille issues,

Se perdent sous les noirs halliers.

Repose, ô Phidylé.

Midi sur les feuillages

Rayonne, et t’invite au sommeil.

Par le trèfle et le thym, seules, en plein soleil,

Chantent les abeilles yolages.

Un chaud parfum circule aux détours des sentiers ;

La rouge fleur des blés s’incline ;

Et les oiseaux, rasant de l’aile la colline,

Cherchent l’ombre des églantiers.

Repose, ô Phidylé.

Mais quand l’Astre, incliné sur sa courbe éclatante,

Verra ses ardeurs s’apaiser,

Que ton plus beau sourire et ton meilleur baiser

Me récompensent de l’attente !
草が柔らかくねむたげに、青いポプラの下に、

苔むしたいくつもの泉の傾きに、

その泉は花咲く野原に数々の口から芽を吹きながら、

黒いしげみの下にかくれる。

憩え、フィディレ。

真昼の太陽は木々の葉に輝き、

お前を眠りにさそう、

みつ葉、たちじゃこうの間に陽をいっぱい浴び

移り気な蜜蜂たちだけが歌う、

熱い香りがいくつもの径に沿ってただよい

麦の中に赤いい花はかたむく、

鳥たちは翼を丘すれすれに

野ばらの陰をさがす。

憩え、フィディレ。

しかし、輝く円空に傾いた太陽が

その情熱が鎮まるのを見るとき、

お前のいちばん美しい微笑みと最高のくちづけが

待ち続けた私に報いてくれるのだ！

## 演奏時間
5分から6分。